# Ullung-sziget
Ullung-sziget (hangul: 울릉도, Ullungdo, handzsa: 鬱陵島, RR: Ulleungdo) sziget a Japán-tengerben, mely Dél-Korea Észak-Kjongszang (Gyeongsang) tartományához tartozik. A Koreai-félszigettől 120 kilométerre keletre helyezkedik el. Kínai neve Juling-tao (郁陵岛, Yuling-dao), japán neve Ucurjó-tó (鬱陵島; Hepburn: Utsuryō-tō). Népessége 2013-ban 10 426 fő volt.
A sziget egy rétegvulkán teteje, legmagasabb pontja a 984 méter magas Szonginbong (성인봉, Seonginbong). Évente mintegy 350 000–400 000 turista látogat ide.